# Međupodsavezna nogometna liga – Zapad 1964./65.
Međupodsavezna liga – Zapad, također i kao   Međupodsavezna liga Zagreb – Zapadna skupina  je bila liga četvrtog stupnja nogometnog prvenstva Jugoslavije u sezoni 1964./65. 
 
Sudjelovalo je 14 klubova, a prvak je bio "Radnik" iz Petrinje.

## Ljestvica
| mj. | klub              | ut. | pob. | ner. | por. | gol+ | gol- | bod     |
| --- | ----------------- | --- | ---- | ---- | ---- | ---- | ---- | ------- |
| 1.  | Radnik Petrinja   | 26  | 17   | 4    | 5    | 75   | 37   | 38      |
| 2.  | Trnje Trnovec     | 26  | 17   | 4    | 5    | 64   | 36   | 38      |
| 3.  | Zagorac Krapina   | 26  | 15   | 5    | 6    | 67   | 34   | 35      |
| 4.  | Oroteks Oroslavje | 26  | 15   | 4    | 7    | 86   | 27   | 34      |
| 5.  | Mladost Petrinja  | 26  | 12   | 5    | 9    | 67   | 45   | 29      |
| 6.  | Sloga Čakovec     | 26  | 11   | 5    | 10   | 60   | 57   | 27      |
| 7.  | Nafta Sisak       | 26  | 10   | 7    | 9    | 55   | 53   | 27      |
| 8.  | Korana Turanj     | 26  | 11   | 4    | 11   | 54   | 71   | 26      |
| 9.  | Vrbovec           | 26  | 8    | 6    | 12   | 36   | 53   | 22      |
| 10. | Graničar Kotoriba | 26  | 10   | 2    | 14   | 53   | 79   | 22      |
| 11. | Ivančica Ivanec   | 26  | 8    | 4    | 14   | 46   | 59   | 20      |
| 12. | Proleter Karlovac | 26  | 6    | 7    | 13   | 30   | 47   | 19 (-2) |
| 13. | Polet Pribislavec | 26  | 6    | 3    | 17   | 30   | 59   | 15      |
| 14. | Radnik Karlovac   | 26  | 5    | 2    | 19   | 31   | 96   | 10 (-2) |

- Turanj danas dio Karlovca

## Rezultatska križaljka
| kratica | klub              | GRA | IVA | KOR | MLA | NAF | ORO | POL | PRO | RADK | RADP | SLO | TRNJ | VRB | ZAG |
| --- | ----------------- | --- | --- | --- | --- | --- | --- | --- | --- | ---- | ---- | --- | ---- | --- | --- |
| GRA | Graničar Kotoriba |     |     |     |     |     |     |     |     |      |      |     |      |     |     |
| IVA | Ivančica Ivanec   |     |     |     |     |     |     |     |     |      |      |     |      |     |     |
| KOR | Korana Turanj     |     |     |     |     |     |     |     |     |      |      |     |      |     |     |
| MLA | Mladost Petrinja  |     |     |     |     |     |     |     |     |      |      |     |      |     |     |
| NAF | Nafta Sisak       |     |     |     |     |     |     |     |     |      |      |     |      |     |     |
| ORO | Oroteks Oroslavje |     |     |     |     |     |     |     |     |      |      |     |      |     |     |
| POL | Polet Pribislavec |     |     |     |     |     |     |     |     |      |      |     |      |     |     |
| PRO | Proleter Karlovac |     |     |     |     |     |     |     |     |      |      |     |      |     |     |
| RADK | Radnik Karlovac   |     |     |     |     |     |     |     |     |      |      |     |      |     |     |
| RADP | Radnik Petrinja   |     |     |     |     |     |     |     |     |      |      |     |      |     |     |
| SLO | Sloga Čakovec     |     |     |     |     |     |     |     |     |      |      |     |      |     |     |
| TRNJ | Trnje Trnovec     |     |     |     |     |     |     |     |     |      |      |     |      |     |     |
| VRB | Vrbovec           |     |     |     |     |     |     |     |     |      |      |     |      |     |     |
| ZAG | Zagorac Krapina   |     |     |     |     |     |     |     |     |      |      |     |      |     |     |
| |                   |     |     |     |     |     |     |     |     |      |      |     |      |     |     |
| podebljan rezultat - utakmice od 1. do 13. kola (1. utakmica između klubova) rezultat normalne debljine - utakmice od 14. do 26. kola (2. utakmica između klubova) rezultat nakošen - nije vidljiv redoslijed odigravanja međusobnih utakmica iz dostupnih izvora rezultat smanjen * - iz dostupnih izvora nije uočljiv domaćin susreta prekrižen rezultat - poništena ili brisana utakmica p - utakmica prekinuta 3:0 p.f. / 0:3 p.f. - rezultat 3:0 bez borbe |                   |     |     |     |     |     |     |     |     |      |      |     |      |     |     |

 Izvori:

## Poveznice
- Međupodsavezna nogometna liga – Istok 1964./65.
- Zagrebačka zona 1964./65.
- Podsavezna liga Karlovac 1964./65.